# Katja Lange-Müller
Katja Lange-Müller (Lichtenberg, 13 febbraio 1951) è una scrittrice tedesca.

## Biografia
Figlia della politica Inge Lange, nel 1979 Katja Lange-Müller ha iniziato a studiare presso il Deutsches Literaturinstitut Leipzig a Lipsia. Nel 2000 è diventata membro della Deutsche Akademie für Sprache und Dichtung e nel 2002 della Akademie der Künste.
È stata vincitrice del Premio Alfred Döblin nel 1995, del Premio Roswitha nel 2002 e del Premio Letterario Kassel nel 2005.

## Vita privata
È stata brevemente sposata con lo scrittore Wolfgang Müller.

## Opere
- Wehleid – wie im Leben (1986)
- Kasper Mauser – die Feigheit vorm Freund (1988)
- Verfrühte Tierliebe (1995)
- Bahnhof Berlin (1997)
- Die Letzten (2000)
- Biotopische Zustände (2001)
- Preußens letzte Pioniere (2001)
- Stille Post (2001)
- Vom Fisch bespuckt (2002)
- Der süße Käfer und der saure Käfer (2002)
- Was weiß die Katze vom Sonntag? (2002)
- Die Enten, die Frauen und die Wahrheit (2003)
- Der nicaraguanische Hund (2003)
- o.ä. (2003)
- Böse Schafe (2007)
- Drehtür (2016)